# Highly Dangerous
Highly Dangerous es una película británica de espías protagonizada por Margaret Lockwood como una entomóloga que intenta parar un ataque biológico con ayuda de un viajero americano interpretado por Dane Clark. El guion lo escribió Eric Ambler.

## Reparto
- Margaret Lockwood como Frances Gray.
- Dane Clark como Bill Casey.
- Marius Goring como el comandante Anton Razinski.
- Naunton Wayne como el señor Hedgerley.
- Wilfrid Hyde-White como el señor Luke (acreditado como Wilfrid Hyde White).
- Eugene Deckers como Alf.
- Olaf Pooley como el detective-interrogador.
- Gladys Henson como la ayudante.
- Paul Hardtmuth como el sacerdote.
- Michael Hordern como el director de laboratorio Owens.
- George Benson como cliente en el puesto de bocadillos.
- Eric Pohlmann como Joe.
- Joan Haythorne como Judy.
- Patric Doonan como aduanero.
- Anthony Newley como el operador.

## Producción
Fue la primera película de Lockwood en 18 meses.